# Ernst Hansar
Ernst Oskar Hansar (ur. 23 listopada 1899 w Jõhvi, zm. 23 lutego 1979 w Sydney) – estoński funkcjonariusz policji w okresie przedwojennym, szef Wydziału B V Departamentu V Estońskiego SD podczas II wojny światowej
Brał udział w estońskiej wojnie o niepodległość 1918-1920. Po jej zakończeniu wstąpił do policji. Do 1922 r. służył w policji politycznej. Następnie został komisarzem w policji kryminalnej w Narwie. Od końca 1934 r. był szefem policji kryminalnej w Petseri. Kiedy wojska niemieckie wkroczyły do Estonii pod koniec czerwca 1941 r., wstąpił do estońskiego SD, stanowiącego Grupę B w dowództwie SD w okupowanej Estonii. Dostał stopień Waffen-Obersturmführera der SS. Stanął na czele Wydziału B V Departamentu V (policja kryminalna). W poł. 1944 r. ewakuował się do Niemiec. Po zakończeniu wojny wyjechał do Australii.